# Гвайт-и-Мирдайн
Гвайт-и-Мирдайн (синд. Gwaith-i-Mírdain, «народ камнеделов») — в легендариуме Дж. Р. Р. Толкина искусные эльфийские мастера Эрегиона, заселённого около 750 года Второй эпохи нолдор во главе с Келебримбором, внуком Феанора.
Эти нолдор многому научились у гномов, обитавших неподалёку в подземных пещерах Мории, познали многие секреты кузнечного ремесла и сделались со временем величайшими мастерами среди эльфов Средиземья. Однако им хотелось стать ещё искуснее, и это желание привело их к погибели.

## Создание Колец Власти и гибель Гвайт-и-Мирдайн
Около 1200 года Второй эпохи в Эрегионе появился Саурон; он звался тогда Аннатар — Даритель — и, предлагая дружбу и совет, лелеял втайне чёрные замыслы. Со временем он обольстил Келебримбора и многих его подданных и убедил их выковать Кольца Власти. Это произошло около 1500 года Второй эпохи. Как сказано в «Акаллабет», 
«в те дни кузнецы Ост-ин-Эдхиля превзошли все свои прежние творения; они… создали Кольца Власти. Но Саурон направлял их труды и знал всё, что было ими создано; ибо желал он опутать эльфов и подчинить их себе»
На то, чтобы выковать Кольца, ушло без малого 100 лет, а затем Саурон выковал Единое Кольцо, и его тайный замысел стал явным. Келебримбор успел спрятать эльфийские кольца, и Саурон развязал войну. В 1697 году Эрегион был захвачен полчищами Саурона, а Келебримбор и большинство Гвайт-и-Мирдайн погибли. Уцелевших принял у себя в Ривенделле Элронд (возможно, именно эти уцелевшие кузнецы в 3018 году Третьей эпохи заново сковали Арагорну Элессару сломанный меч его предка, Исилдура).